# Diskografija Dolly Parton
Diskografija ameriške country pevke Dolly Parton obsega 43 studijskih albumov, štiri albume v živo in 184 kompilacijskih albumov .
Njen prvi album, Hello, I'm Dolly, je izšel leta 1967. Dolly je v svoji karieri prodala več kot 100 milijonov albumov.

## Studijski albumi

### 1960
| Naslov                                     | Podrobnosti                                                                        | Dosežki    | Dosežki |
| Naslov                                     | Podrobnosti                                                                        | US Country | US      |
| ------------------------------------------ | ---------------------------------------------------------------------------------- | ---------- | ------- |
| Hello, I'm Dolly                           | - Izdan: februar 1967 - Format: gramofonska plošča - Založba: Monument Records     | 11         | —       |
| Just Because I'm a Woman                   | - Izdan: april 1968 - Založba: RCA Victor Records - Format: gramofonska plošča     | 22         | —       |
| In the Good Old Days (When Times Were Bad) | - Izdan: februar 1969 - Založba: RCA Victor Records - Format: gramofonska plošča   | 15         | —       |
| My Blue Ridge Mountain Boy                 | - Izdan: september 1969 - Založba: RCA Victor Records - Format: gramofonska plošča | 6          | 194     |

### 1970
| Naslov                                 | Podrobnosti                                                                          | Dosežki    | Dosežki | Dosežki     | Dosežki | Dosežki | Nagrade                                     |
| Naslov                                 | Podrobnosti                                                                          | US Country | US      | CAN Country | CAN     | SWE     | Nagrade                                     |
| -------------------------------------- | ------------------------------------------------------------------------------------ | ---------- | ------- | ----------- | ------- | ------- | ------------------------------------------- |
| The Fairest of Them All                | - Izdan: februar 1970 - Format: gramofonska plošča - Založba: RCA Victor Records     | 13         | —       | —           | —       | —       |                                             |
| The Golden Streets of Glory            | - Izdan: februar 1971 - Format: gramofonska plošča - Založba: RCA Victor Records     | 22         | —       | —           | —       | —       |                                             |
| Joshua                                 | - Izdan: april 1971 - Format: gramofonska plošča - Založba: RCA Victor Records       | 16         | 198     | —           | 24      | —       |                                             |
| Coat of Many Colors                    | - Izdan: oktober 1971 - Format: gramofonska plošča - Založba: RCA Victor Records     | 7          | —       | —           | —       | —       |                                             |
| Touch Your Woman                       | - Izdan: marec 1971 - Format: gramofonska plošča - Založba: RCA Victor Records       | 19         | —       | —           | —       | —       |                                             |
| My Favorite Songwriter, Porter Wagoner | - Izdan: oktober 1972 - Format: gramofonska plošča - Založba: RCA Victor Records     | 33         | —       | —           | —       | —       |                                             |
| My Tennessee Mountain Home             | - Izdan: marec 1973 - Format: gramofonska plošča - Založba: RCA Victor Records       | 19         | —       | —           | —       | —       |                                             |
| Bubbling Over                          | - Izdan: september 1973 - Format: gramofonska plošča - Založba: RCA Victor Records   | 14         | —       | —           | —       | —       |                                             |
| Jolene                                 | - Izdan: februar 1974 - Format: gramofonska plošča - Založba: RCA Victor Records     | 6          | —       | —           | —       | —       |                                             |
| Love Is Like a Butterfly               | - Izdan: september 1974 - Format: gramofonska plošča - Založba: RCA Victor Records   | 7          | —       | —           | —       | —       |                                             |
| The Bargain Store                      | - Izdan: februar 1975 - Format: gramofonska plošča - Založba: RCA Victor Records     | 9          | —       | —           | —       | —       |                                             |
| Dolly                                  | - Izdan: september 1975 - Format: gramofonska plošča - Založba: RCA Victor Records   | 14         | —       | —           | —       | —       |                                             |
| All I Can Do                           | - Izdan: avgust 1976 - Format: gramofonska plošča - Založba: RCA Victor Records      | 3          | —       | —           | —       | —       |                                             |
| New Harvest...First Gathering          | - Izdan: februar 1977 - Format: gramofonska plošča - Založba: RCA Victor Records     | 1          | 71      | —           | —       | —       |                                             |
| Here You Come Again                    | - Izdan: oktober 1977 - Format: gramofonska plošča - Založba: RCA Victor Records     | 1          | 20      | —           | 12      | —       | - CAN: Zlata plošča - US: Platinasta plošča |
| Heartbreaker                           | - Izdan: julij 1987 - Format: gramofonska plošča - Založba: RCA Victor Records       | 1          | 27      | 1           | 20      | —       | - CAN: Zlata plošča - US: Zlata plošča      |
| Great Balls of Fire                    | - Izdan: maj 1979 - Format: gramofonska plošča, kaseta - Založba: RCA Victor Records | 4          | 40      | 1           | 28      | —       | - US: Zlata plošča                          |